# Coppa Placci 2004
La Coppa Placci 2004, cinquantaquattresima edizione della corsa, si svolse il 4 settembre 2004 su un percorso di 200 km. La vittoria fu appannaggio dell'italiano Leonardo Bertagnolli, che completò il percorso in 4h44'53", precedendo i connazionali Davide Rebellin e Filippo Simeoni. 
I corridori che presero il via da Imola furono 131, mentre coloro che tagliarono il medesimo traguardo furono 59. 

## Ordine d'arrivo (Top 10)
| Pos. | Corridore            | Squadra      | Tempo    |
| ---- | -------------------- | ------------ | -------- |
| 1    | Leonardo Bertagnolli | Saeco        | 4h44'53" |
| 2    | Davide Rebellin      | Gerolsteiner | a 1"     |
| 3    | Filippo Simeoni      | Domina Vac.  | s.t.     |
| 4    | Luca Mazzanti        | Panaria      | s.t.     |
| 5    | Przemysław Niemiec   | Miche        | s.t.     |
| 6    | Marco Fertonani      | Phonak       | s.t.     |
| 7    | Romāns Vainšteins    | Lampre       | a 1'43"  |
| 8    | Fabian Wegmann       | Saeco        | s.t.     |
| 9    | Mirko Celestino      | Gerolsteiner | s.t.     |
| 10   | Massimo Giunti       | Domina Vac.  | s.t.     |